# 버트 루탄

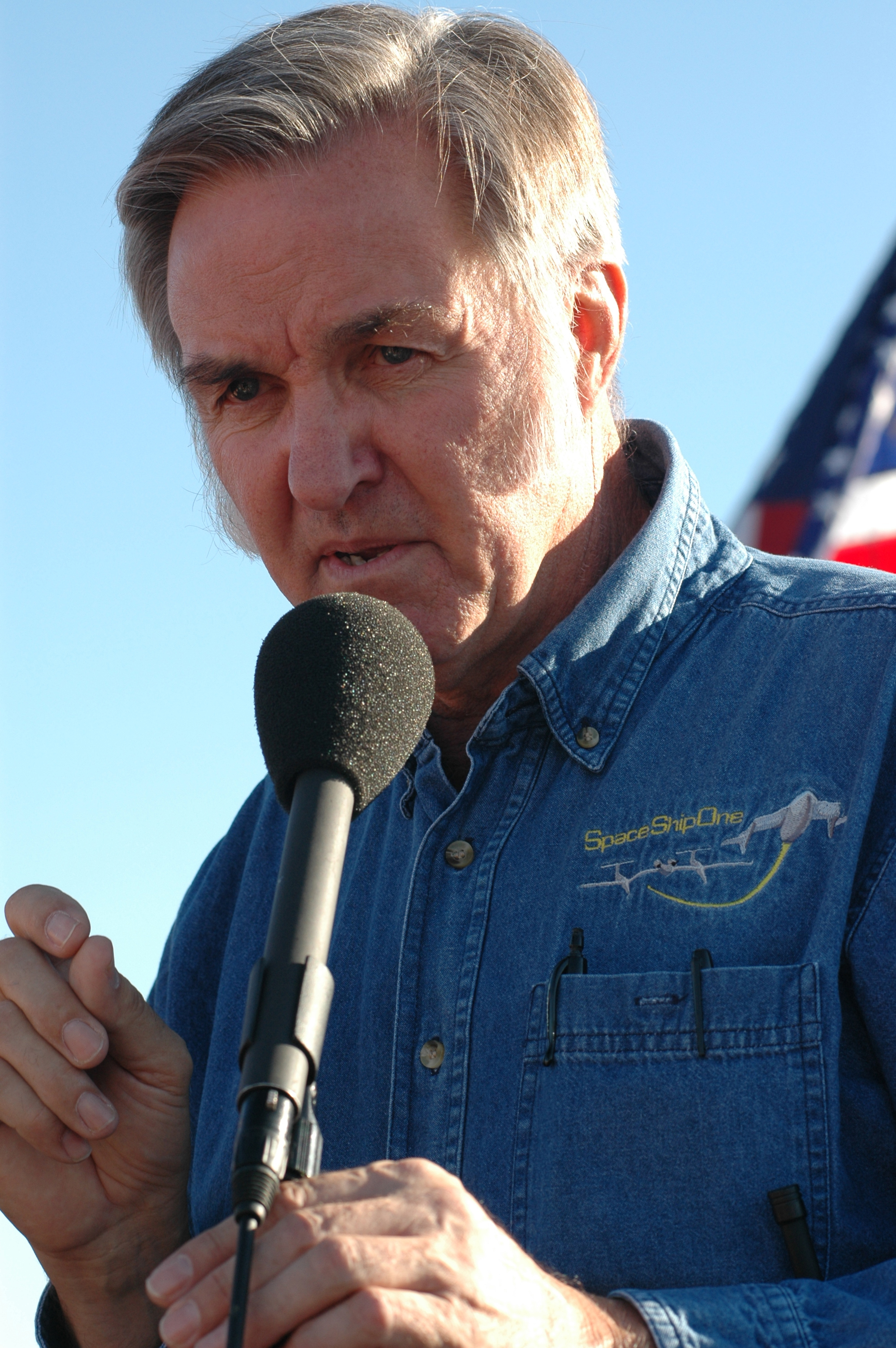
2004년 모습

버트 루탄(Burt Rutan, 본명: Elbert Leander "Burt" Rutan, /ˈruːtən/; 1943년 6월 17일 ~ )은 은퇴한 미국의 항공우주 엔지니어이자 기업가로, 가볍고 강하며 특이하며 에너지 효율적인 항공 및 우주 비행선을 설계하는 독창성으로 유명하다. 그는 1986년에 정지나 재급유 없이 세계 일주를 한 최초의 비행기인 기록적인 보이저(Voyager)를 설계했다. 그는 또한 2006년 역사상 가장 빠른(342mph/551km/h, 67시간) 및 가장 긴(25,766마일/41,466km) 논스톱 무급유 일주 비행 세계 기록을 세운 버진 애틀랜틱 글로벌플라이어(Virgin Atlantic GlobalFlyer)를 설계하기도 했다. 2004년에 루탄의 하위 궤도 스페이스플레인 설계 스페이스십원은 우주 영역에 진입한 최초의 민간 자금 지원 우주선이 되었으며, 2주 내에 두 번의 위업을 달성한 공로로 그해 안사리 X-프라이즈(Ansari X-Prize)를 수상했다.
루탄은 각각 1975년과 1979년에 처음 비행한 VariEze 및 Long-EZ 설계를 통해 주택 건설 항공기 산업에서 카나드 구성과 몰드 없는 복합재 구조의 사용을 대중화하는 데 일조했다. 후자는 여러 항공기에 채택된 기술이다. 향후 수십 년 동안 생산 및 상업용 항공기가 탄생하게 된다. 그는 루탄 에어크래프트 팩토리(Rutan Aircraft Factory), 스케일드 컴포지츠(Scaled Composites), 모하비 에어로스페이스 벤처스(Mojave Aerospace Ventures) 및 더 스페이스십 컴퍼니(The Spaceship Company)를 포함한 여러 항공우주 회사의 창립자 또는 공동 창립자이다.
루탄은 경력 전반에 걸쳐 46대의 항공기를 설계했으며, 2004년 세계에서 가장 영향력 있는 100인 목록에 포함되었으며, 콜리어 트로피와 국립 항공 우주 박물관 트로피를 두 차례에 걸쳐 공동 수상했다. 1986년 보이저(Voyager), 2004년 스페이스십원은 6개의 명예 박사 학위를 받았으며 항공우주 설계 및 개발 분야에서 100개 이상의 다양한 상을 수상했다. 1995년에는 미국 항공 명예의 전당에 헌액되었다. 루탄은 스미스소니언 협회의 국립항공우주박물관에 VariEze, Quickie, Voyager, SpaceShipOne 및 Virgin Atlantic GlobalFlyer 등 5대의 항공기를 전시하고 있다. 그는 고인이 된 시험 조종사이자 미국 공군 전투기 조종사인 딕 루탄의 남동생이다. 그는 클래스 기록을 깨는 비행에서 버트의 초기 독창적인 설계를 많이 조종했다.

### Articles
- The Designer: Burt Rutan - Airport Journals (2005)
- The wit and wisdom of Burt Rutan - The Space Review (2011)
- Burt Rutan: Icon of Homebuilding and Space Travel - Aircraft Spruce (2012)